# Liste d'associations de Tibétains en exil
Cet article présente une liste d'associations de Tibétains en exil cherchant à sauvegarder la culture tibétaine et à instaurer le respect des droits de l'homme des Tibétains vivant au Tibet. Nombre de ces associations ont leur siège à Dharamsala en Inde, où résident plus de 100 000 Tibétains à la suite de l'exode tibétain de 1959. Devant le constat que les discussions entre le gouvernement tibétain en exil et la Chine sur l'autonomie du Tibet n'aboutissent pas, certaines associations revendiquent l'indépendance du Tibet. 

## Associations

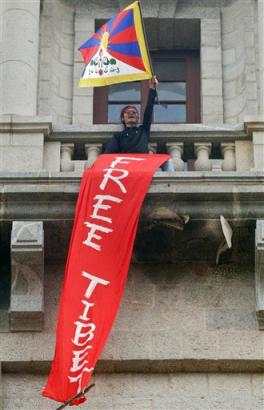
Tenzin Tsundue manifestant devant la chambre d'hotel du premier ministre chinois Wen Jiabao à Bangalore en 2005.

Free Tibet

- Le Centre tibétain pour les droits de l'homme et la démocratie
- Le Congrès de la jeunesse tibétaine
- Le Gu-Chu-Sum Mouvement du Tibet (anciens prisonniers politiques tibétains)
- L'Association des Femmes Tibétaines en exil
- L'Association des journalistes tibétains en exil
- Le Chushi Gangdruk (anciens résistants tibétains)
- L'Association nationale de football tibétaine
- Le Tibetan Writers Abroad PEN Centre
- Volontaires tibétains pour les animaux
- Tibetan Nuns Project

## Partis politiques
- Le Parti Démocratique National du Tibet

## Journaux et maisons d’édition
En 1959, peu après son arrivée en exil en Inde, dans un discours, le dalaï lama appela à la création d’une presse tibétaine. La faiblesse des moyens financiers et humains ne permet qu’un tirage limité dans un premier temps. Les Tibétains développèrent en parallèle d’une presse officielle des revues ayant une liberté éditoriale.  
- Actualités tibétaines
- Tibetan Review
- Tibet Times
- Miroir du Tibet
- Tibetan Freedom Press
- Phayul.com
- Tibet Sun
- Bibliothèque des archives et des œuvres tibétaines

## Institutions des Tibétains en exil

### Médicales
- L'Institut de médecine et d'astrologie tibétaine
- L'Institut Chakpori de médecine tibétaine
- L'hôpital Delek

### Éducatives
- Le Tibetan Children's Villages (parrainage d'enfants tibétains en exil)
- L'Institut de dialectique bouddhiste

### Culturelles
- Le Tibetan Institute of Performing Arts
- L'Institut Norbulingka
- L'Institut central d'études supérieures tibétaines
- L'Institut Amnye Machen
- Le Centre culturel tibétain Khawa Karpo
- L'Institut de tibétologie Namgyal

### Sociales
- Bureau d'aide social des réfugiés tibétains

### Politiques
- Gouvernement tibétain en exil
- Parlement tibétain en exil

## Associations liées aux Tibétains en exil

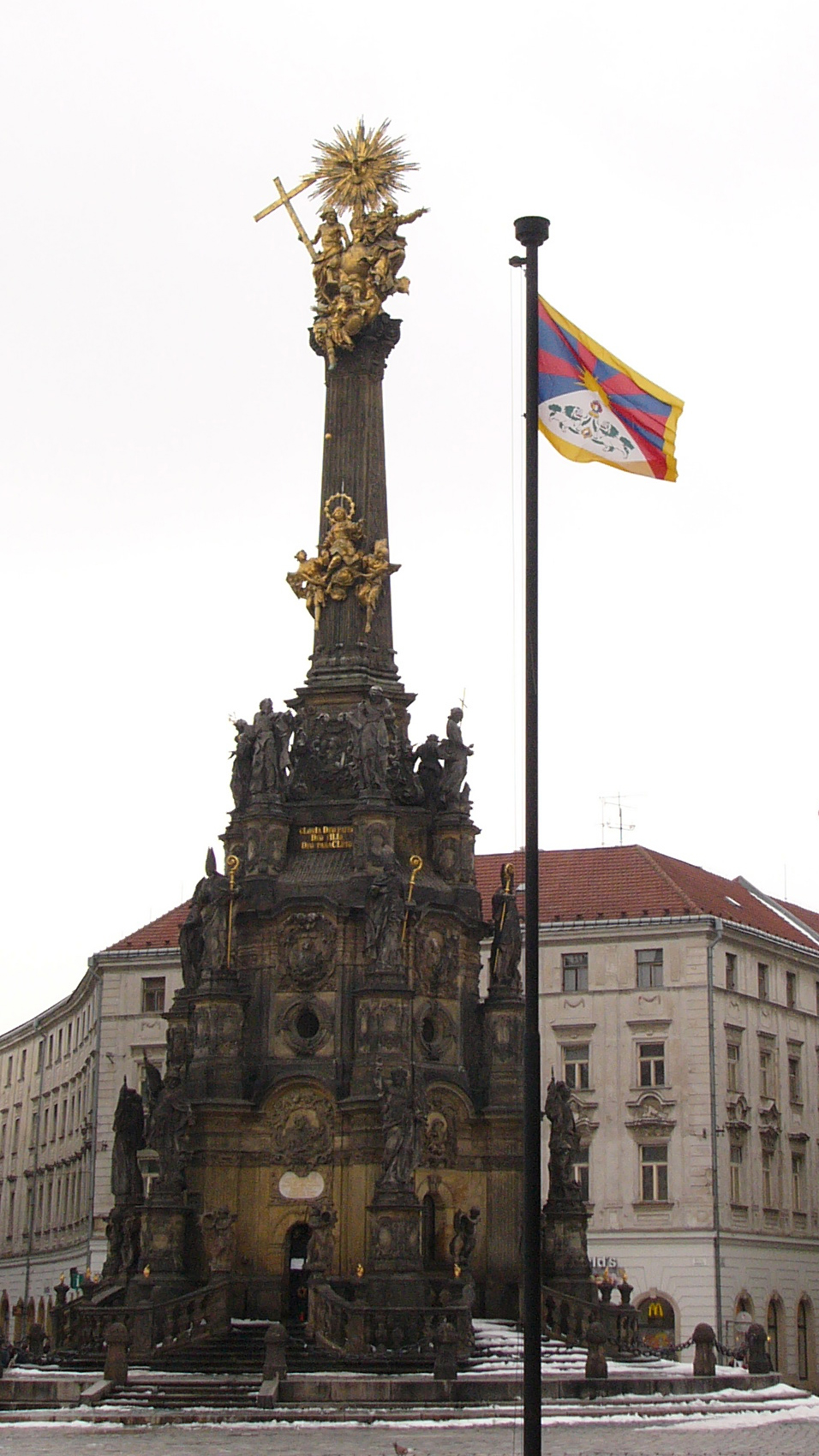
Drapeau du Tibet flottant sur la Colonne de la Sainte Trinité d'Olomouc, République tchèque, le 10 mars 2006, jour du du soulèvement tibétain de 1959.

- Voice of Tibet (Radio émettant (hors les frontières chinoises) vers le Tibet)
- Voice of America (Radio émettant (hors les frontières chinoises) vers le Tibet)
- Radio Free Asia (Radio émettant (hors les frontières chinoises) vers le Tibet)
- Fondation Alexandra David-Néel
- Don et Action pour le Tibet
- Étudiants pour un Tibet libre
- International Campaign for Tibet
- Free Tibet Campaign
- Tibet House
- Tibet Justice Center
- Tibet Fund
- Solidarité Tibet
- Comité de soutien au peuple tibétain
- Aide à l'enfance tibétaine
- Réseau international de soutien au Tibet
- Terra Humana (Web radio française consacrée aux musiques du Monde pour la Paix et l'amitié entre les peuples, avec 60 % de sa diffusion orientée vers le Tibet - musique et informations en Tibétain, Hindi, Anglais, Français, Thaïlandais, Chinois). https://web.archive.org/web/20110724020801/http://www.radionomy.com/fr/radio/terrahumana/listen
- Tibet Initiative Deutschland
- Etre-Tibet  (Aide aux Tibétains réfugiés en Inde)

## Groupes parlementaires
- Groupe d'études sur le problème du Tibet (Parlement)
- Groupe d'information internationale sur le Tibet (Sénat)

## Sport
- Association nationale de football tibétaine
- Association nationale des sport tibétain
- Équipe du Tibet féminine de football